# Альберштедт
Альберштедт (нем. Alberstedt) — община в Германии, в земле Саксония-Анхальт. 
Входит в состав района Зале. Подчиняется управлению Вайда-Ланд.  Население составляет 501 человек (на 31 декабря 2006 года). Занимает площадь 8,78 км².